# Маттергорн-пік (Каліфорнія)
Маттергорн-пік (англ. Matterhorn Peak) — гора в Сьєрра-Неваді, в західній частині американського штату Каліфорнія, на північному кордоні національного парку Йосеміті. Висота гори — 3 743 метра над рівнем моря. Є найвищою вершиною в гірському хребті альпійського типу Соутуф Рідж (англ. Sawtooth Ridge) і найпівнічнішою вершиною вище 3700 м у Сьєрра-Неваді.
Льодовикова система піку входить в найпівнічну частину заледеніння Сьєрра-Невади.
Пік отримав свою назву на честь альпійської вершини Маттергорн.

## Альпінізм
Підйом на Маттерхорн-пік можливий без спеціального альпіністського спорядження. Категорія складності самого простого маршруту сходження — Class 2 за шкалою YDS.

## Маттерхорн-пік в літературі
Джек Керуак описав сходження на Маттерхорн-пік в книзі «Волоцюги Дхарми» (англ. The Dharma Bums).